# Fill Me In
«Fill Me In» (с англ. — «Объясни мне») — дебютный сингл британского исполнителя Крейга Дэвида. Он был выпущен 3 апреля 2000 года в Великобритании и 22 мая 2001 года в США в качестве ведущего сингла с его первого студийного альбома Born to Do It (2000).
Трек содержит семпл из пиратского ремикса Artful Dodger на песню BBMak «Still on Your Side». Вторая часть «Fill Me In» представлена в американском издании Born to Do It.

## Содержание песни
Рассказчик повествует о том, как он пытался провести время с соседской девочкой, но её родители с подозрением относились к тому, что она делает. Песня является комментарием к «воспитанию с вертолёта», которое становилось всё более популярным в начале 2000-х. В припеве родители спрашивают, может ли их дочь рассказать им, что происходит в её жизни.

## Строчки в хит-парадах
После успеха с Artful Dodger первый сольный хит Дэвида занял первое место в британском топ-40 на неделе с 15 апреля 2000 года. «Fill Me In» возглавил чарты на неделе, когда все шесть позиций в топ-6 были заняты новыми записями. После недели на первом месте в чарте «Fill Me In» опустился на второе место и продержался там две недели, уступив первое место песне Fragma «Toca's Miracle». Сингл продержался в топ-40 10 недель. 28 декабря 2009 года, когда ведущий BBC Radio 1 Нихал представил «Официальный топ-100 песен десятилетия», «Fill Me In» заняла 93-е место.
Сингл был выпущен в США 22 мая 2001 года. 30 июня «Fill Me In» вошла в топ-40 Billboard Hot 100, заняв 28-е место. На следующей неделе песня поднялась в топ-20, оставалась там до октября и 1 сентября достигла 15-го места. В общей сложности Дэвид оставался в топ-40 США 23 недели, покинув его 8 декабря.

## Клип
В Великобритании и США были выпущены разные версии видеоклипа. В британском клипе, снятом Максом и Данией, Дэвид рассказывает историю о том, как он много раз пытался сблизиться со своей девушкой, которая жила по соседству, но каждая его попытка остаться с ней наедине заканчивалась неудачей, потому что всегда вмешивались её родители, и ему приходилось прятаться, пока они не уходили. Согласно интервью для его первого сборника Greatest Hits, девушка в британском клипе — южноафриканка, чьё имя так и не было раскрыто. В американской версии, снятой Дарреном Грантом, видео другое, и на этот раз девушка Дэвида — смешанной расы.

## Список композиций
UK CD1
1. «Fill Me In» (radio edit) — 3:52
2. «Apartment 543» — 4:21
3. «Fill Me In» (Artful Dodger Bootleg mix) — 3:59
4. «Fill Me In» (video CD-ROM) — 3:52

UK CD2
1. «Fill Me In» (radio edit) — 3:52
2. «Fill Me In» (Artful Dodger remix) — 5:53
3. «Fill Me In» (Sunship remix) — 5:38
4. «Fill Me In» (Full Crew remix) — 4:18

UK cassette single and Japanese CD single
1. «Fill Me In» (radio edit) — 3:52
2. «Apartment 543» — 4:21
3. «Fill Me In» (Artful Dodger Bootleg mix) — 3:59

European CD single
1. «Fill Me In» (radio edit) — 3:52
2. «Fill Me In» (Sunship remix) — 5:38

European maxi-CD single
1. «Fill Me In» (radio edit) — 3:52
2. «Fill Me In» (Artful Dodger’s Bootleg mix) — 3:59
3. «Fill Me In» (Artful Dodger remix) — 5:53
4. «Fill Me In» (Full Crew remix) — 4:18
5. «Fill Me In» (Sunship remix) — 5:38

|
Australian CD single
1. «Fill Me In» (radio edit) — 3:52
2. «Fill Me In» (Artful Dodger’s Bootleg mix) — 3:59
3. «Apartment 543» — 4:21
4. «Fill Me In» (Sunship remix) — 5:38
5. «Fill Me In» (Full Crew remix) — 4:18
6. «Fill Me In» (Artful Dodger mix) — 5:53
7. «Fill Me In» (video CD-ROM)

US CD single
1. «Fill Me In» (radio edit) — 3:50
2. «Fill Me In» (Full Crew remix) — 4:12
3. Snippets («Rendezvous» / «7 Days» / «Walking Away»)

Canadian CD single
1. «Fill Me In» (album version) — 4:15
2. «Fill Me In» (Full Crew mix) — 4:12
3. «Fill Me In» (Blacksmith mix) — 3:20
4. «Fill Me In» (Sunship remix) — 5:53
5. «Fill Me In» (Artful Dodger remix) — 6:21
6. «Fill Me In» (Artful Dodger Bootleg remix) — 6:05
7. «Fill Me In» (album instrumental) — 4:12
8. «Fill Me In» (radio edit) — 3:50
9. «Fill Me In» (live) — 10:36

## Хит-парады

### Еженедельные хит-парады
| Хит-парад (2000—2001)                         | Позиция |
| --------------------------------------------- | ------- |
| Австралия (ARIA)                              | 6       |
| Бельгия/Фландрия (Ultratop 50)                | 28      |
| Бельгия/Валлония (Ultratip Bubbling Under)    | 6       |
| Canada (Nielsen SoundScan)                    | 4       |
| Canada CHR (Nielsen BDS)                      | 5       |
| Europe (Eurochart Hot 100)                    | 10      |
| Франция (SNEP)                                | 34      |
| Германия (GfK)                                | 37      |
| Iceland (Íslenski Listinn Topp 40)            | 24      |
| Ирландия (IRMA)                               | 7       |
| Нидерланды (Dutch Top 40)                     | 5       |
| Нидерланды (Single Top 100)                   | 8       |
| Новая Зеландия (Recorded Music NZ)            | 11      |
| Норвегия (VG-lista)                           | 16      |
| Шотландия (OCC Scotland)                      | 5       |
| Швеция (Sverigetopplistan)                    | 28      |
| Швейцария (Schweizer Hitparade)               | 45      |
| Великобритания (OCC UK Singles)               | 1       |
| Великобритания (OCC UK Indie)                 | 39      |
| Великобритания (OCC UK Hip Hop/R&B)           | 1       |
| США (Billboard Hot 100)                       | 15      |
| США (Billboard Dance Singles Sales) · Remixes | 2       |
| США (Billboard Hot R&B/Hip-Hop Songs)         | 19      |
| США (Billboard Pop Airplay)                   | 7       |
| США (Billboard Rhythmic)                      | 10      |

### Хит-парады на конец года
| Хит-парад (2000)             | Позиция |
| ---------------------------- | ------- |
| Australia (ARIA)             | 68      |
| Europe (Eurochart Hot 100)   | 90      |
| Ireland (IRMA)               | 65      |
| Netherlands (Dutch Top 40)   | 40      |
| Netherlands (Single Top 100) | 59      |
| UK Singles (OCC)             | 10      |
| UK Urban (Music Week)        | 8       |

| Хит-парад (2001)                                | Позиция |
| ----------------------------------------------- | ------- |
| Canada (Nielsen SoundScan)                      | 19      |
| US Billboard Hot 100                            | 37      |
| US Hot R&B/Hip-Hop Singles & Tracks (Billboard) | 85      |
| US Mainstream Top 40 (Billboard)                | 39      |
| US Maxi-Singles Sales (Billboard)               | 18      |
| US Rhythmic Top 40 (Billboard)                  | 34      |

| Хит-парад (2002)           | Позиция |
| -------------------------- | ------- |
| Canada (Nielsen SoundScan) | 141     |

### Хит-парады конца десятилетия
| Хит-парад (2000—2009)          | Позиция |
| ------------------------------ | ------- |
| UK Top 100 Songs of the Decade | 93      |

## Сертификация
| Регион | Сертификация | Продажи |
| --- | ------------ | ------- |
| Австралия (ARIA) | Золотой      | 35 000^ |
| Новая Зеландия (RMNZ) | Золотой      | 5000*   |
| Великобритания (BPI) | Платиновый   | 600 000 |
| * Данные о продажах приведены только на основе сертификации. ^ Данные о тиражах приведены только на основе сертификации. |              |         |

## Хронология выпуска
| Страна         | Дата          | Формат                                                   | Лейбл    | Ref.   |
| -------------- | ------------- | -------------------------------------------------------- | -------- | ------ |
| Великобритания | 3 апреля 2000 | 12-inch vinyl CD cassette                                | Wildstar | [ 53 ] |
| Япония         | 26 июля 2000  | CD                                                       | Telstar  | [ 54 ] |
| США            | 22 мая 2001   | Contemporary hit radio rhythmic contemporary urban radio | Atlantic | [ 55 ] |

## Каверы
Канадский певец Джастин Бибер использовал эту песню в качестве семпла в своём сингле Recovery в 2013 году.

### Ремикс Lord Luxury
В 2017 году канадский дуэт продюсеров и диджеев Loud Luxury, специализирующийся на хаус-музыке, выпустил ремикс на эту песню с участием Райана Шепарда. В 2022 году песня стала золотой в Канаде.

#### Сертификаты
| Регион                                                                      | Сертификация | Продажи |
| --------------------------------------------------------------------------- | ------------ | ------- |
| Канада (Music Canada)                                                       | Золотой      | 40 000  |
| Данные о продажах + прослушиваниях приведены только на основе сертификации. |              |         |